# Tourisme à Macao
Macao est une région administrative spéciale au sud-est de la Chine. Macao est soumise au régime "un pays, deux systèmes", tout comme sa voisine Hong Kong. La population de Macao est de 582 000 habitants.
Le tourisme est une industrie majeure de Macao. La région est connue pour son mélange entre la culture portugaise et la culture chinoise, et son industrie des jeux d'argent prééminente - on peut citer les casinos Grand Lisboa, Sands Macao, The Venetian et Wynn Macao. Il y a de nombreux hôtels et résidences, car c'est l'un des pôles touristiques de classe mondiale en Asie.

## Tourisme

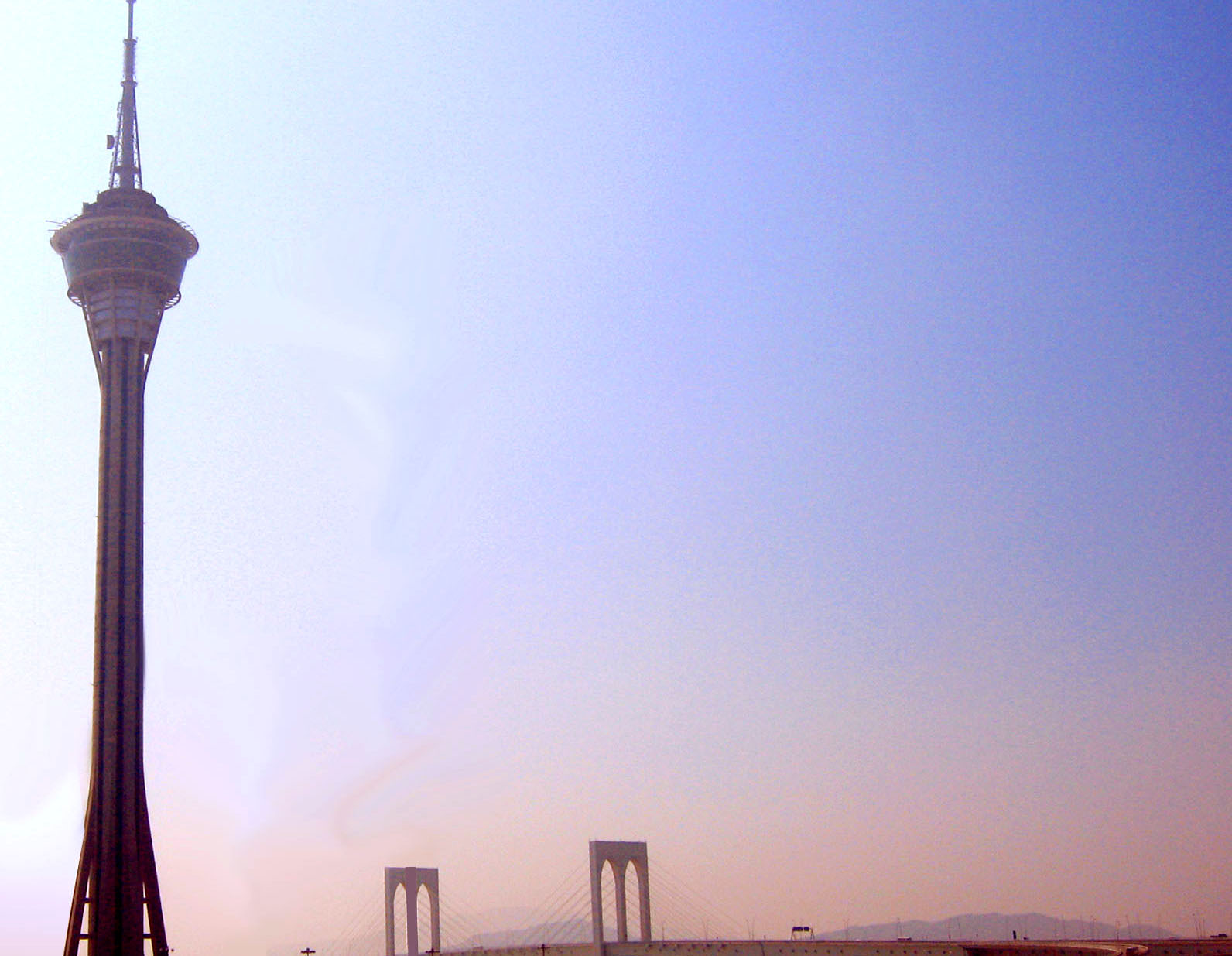
Tour Macao

Macao est réputée pour son industrie du jeu d'argent. Chaque année, un nombre important de touristes visitent Macao pour cette raison. Un grand nombre de touristes viennent de Hong Kong, qui est reliée à Macao par un ferry qui fonctionne 24h/24, souvent pour des allers-retours faits dans la journée, ce qui explique notamment que certains casinos (comme le Sands Macao) aient un nombre réduit de suites. La clientèle est principalement chinoise, du fait que la Chine n'autorise les jeux d'argent qu'à Macao.
Mise à part l'industrie du casino, Macao a aussi une histoire riche. Macao était sous contrôle du Portugal en 1631. Après que Macao fut repassé sous contrôle chinois, le nombre de touristes grandit ;  la plupart des touristes, du moins au début, étaient de Hong Kong. Cependant, après que le gouvernement chinois assouplit sa politique concernant les voyages, un nombre croissant de touristes vient du continent.
Les sites touristiques les plus connus sont la Leal Senado, le temple d'A-Ma et les ruines de Saint-Paul, qui font partie du centre historique de Macao, inscrit sur la liste du patrimoine mondial de l'Unesco depuis 2005. Ces sites sont visités par les touristes chinois, mais attirent aussi des touristes venus de plusieurs pays différents.
Le gouvernement chinois, du fait de la proximité de Macao avec la Chine métropolitaine, souhaite aider au développement de Macao, en particulier l'industrie touristique et des loisirs,.

## Climat
Le climat de Macao est tempéré ; la température moyenne est de 20 °C, et oscille entre 16 °C et 25 °C. La meilleure période est entre les mois d'octobre et de décembre ; en hiver, il est recommandé d'amener un manteau. Le temps est relativement stable à Macao.

## Sites touristiques

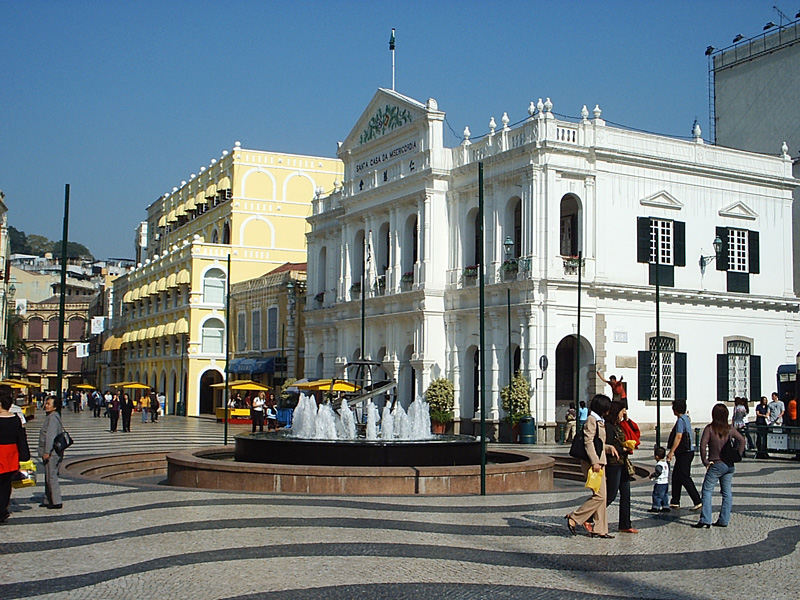
Leal Senado

- Ruines de Saint-Paul
- Leal Senado
- Temple d'A-Ma